# Эм (паровоз)
Эм (модернизированный) — советский паровоз типа 0-5-0, выпускавшийся с 1931 по 1935 год. Был создан в ответ на требование руководства НКПС разработать локомотив, который должен был способен справиться со всё возрастающим грузооборотом, но при этом иметь простую конструкцию, чтобы мог выпускаться на ряде заводов. От предыдущей серии Эу отличается прежде всего повышенным на 16 % давлением пара в котле, что позволило увеличить и мощность; основное внешнее отличие Эм от «трёхколпачковых» Эу — песочница на верху котла была перенесена с середины ближе к будке.
На основе конструкции паровоза Эм в 1934 году был создан паровоз типа 1-5-0 серии СО («Серго Орджоникидзе»). Во второй половине 1930-х годов несколько паровозов Эм эксплуатировались с тендер-конденсаторами.